# Luftburen soldat
En luftburen soldat är sedan är 2000 en soldat i det svenska försvarets luftburna styrkor som är tränad för att med helikopter eller transportflyg landsättas inom manöverförbandens räckvidd, för att tidigt kunna slå ut vital funktion. En stridsgrupp ur luftburen bataljon ska lösa sina uppgifter inom taktisk-operativt djup utan eller med stöd av särskilt avdelat tungt transporthelikopterförband eller transportflygförband. Benämningen vid mönstring är FH705:Luftburen Befäl, Armén/ FH805:Luftburen Gruppbefäl, Armén och FH905:Luftburen soldat. Dessa soldater ingår efter genomförd utbildning i försöksförbandet Luftburen bataljon vid Livregementets husarer (K 3) i Karlsborg. Det har diskuterats om förbandets förmågor verkligen kan nyttjas inom högre chefs stridsplan eftersom Sverige inte införskaffade de dyra och för förbandets transport nödvändiga tunga transporthelikoptrarna och de understödjande attackhelikoptrar som behövs för att få full effekt i stridsområdet, denna fråga är inte ännu avgjord.[källa behövs]

## Luftburen bataljon
Luftburen bataljon är sedan 2000 det förband som alla luftburna soldater krigsplaceras i. Luftburen bataljon består av tre luftburna skvadroner, en underhållsskvadron och en understödsskvadron. Bataljonen löser mycket sällan en enhetlig stridsuppgift, utan delas istället oftast upp på så kallade stridsgrupper. En stridsgrupp sätts samman lite beroende på uppgiften, men har oftast en luftburen skvadron som kärna med tilläggsenheter från understöds och underhållsskvadronerna. Under utbildningen av värnpliktiga övar man i stridsgrupp, eftersom det motsvarar det aktuella antalet grundutbildade värnpliktiga. Luftburen bataljon är ett utpräglat lätt infanteriförband med anfallsuppgifter, avsett att vara på plats i inledningsskedet av en konflikt för att etablera kontroll åt andra förband (dock ej före specialförband). Förbandet är specialiserat på anfallsstrid (light infantry) och luftlandsättning, men kan även använda fordon (såväl tyngre fordon som enklare, lufttransporterbara 4/6-hjulingar). Fordon används i största möjliga mån för att kunna medföra tyngre vapensystem och mer ammunition, men ofta begränsas denna möjlighet av att den taktiska och operativa (med helikoptrar) lufttransportförmågan som tidigare nämnts för närvarande är låg i svenska försvarsmakten.

## Luftburen skvadron
En luftburen skvadron består av tre luftburna plutoner, pansarvärnsrobotpluton och en stab/trosspluton. De luftburna plutonerna kan genomföra strid i varierande miljöer, och har en garderob av olika vapensystem, från Ksp 90 och Ksp 58 till granatgevär robotsystem och prickskyttar.

## Understödsskvadron
Understödsskvadronen innehåller två granatkastarplutoner, pionjärpluton och tre spaningsplutoner (en för fjärrspaning, en för teknisk inhämtning och en för undsättning s.k. Personnel Recovery). När bataljonen splittras upp på stridsgrupper så förstärks typiskt en luftburen skvadron med en blandad spaningspluton, en pionjärgrupp och en granatkastarpluton. Den skvadron som inte får någon granatkastarpluton används oftast som bataljonsreserv.

## Underhållsskvadron
Består av underhålls- och ledningspluton, samt sjukvårdspluton. 